# فینال جام حذفی فوتبال ایتالیا ۱۹۹۸
فینال جام حذفی فوتبال ایتالیا ۱۹۹۸ پنجاه و یکمین فصل از رقابت‌های کوپا ایتالیا بود. این مسابقه بین لاتزیو و آ.ث. میلان برگزار شد. در نهایت این باشگاه فوتبال لاتزیو بود که برای دومین بار قهرمان کوپا ایتالیا شد.